# Jason Taylor II
Jason Taylor II (Oklahoma City, Oklahoma, 30 de diciembre de 1999) es un jugador profesional estadounidense de fútbol americano, se desempeña en la posición de safety en Los Angeles Rams, en la National Football League (NFL).

## Carrera
Fue seleccionado en la Reunión Anual de Selección de Jugadores de la NFL de 2023. Hizo su debut profesional con el equipo Los Angeles Rams, lleva jugando una temporada.